# 왕새우

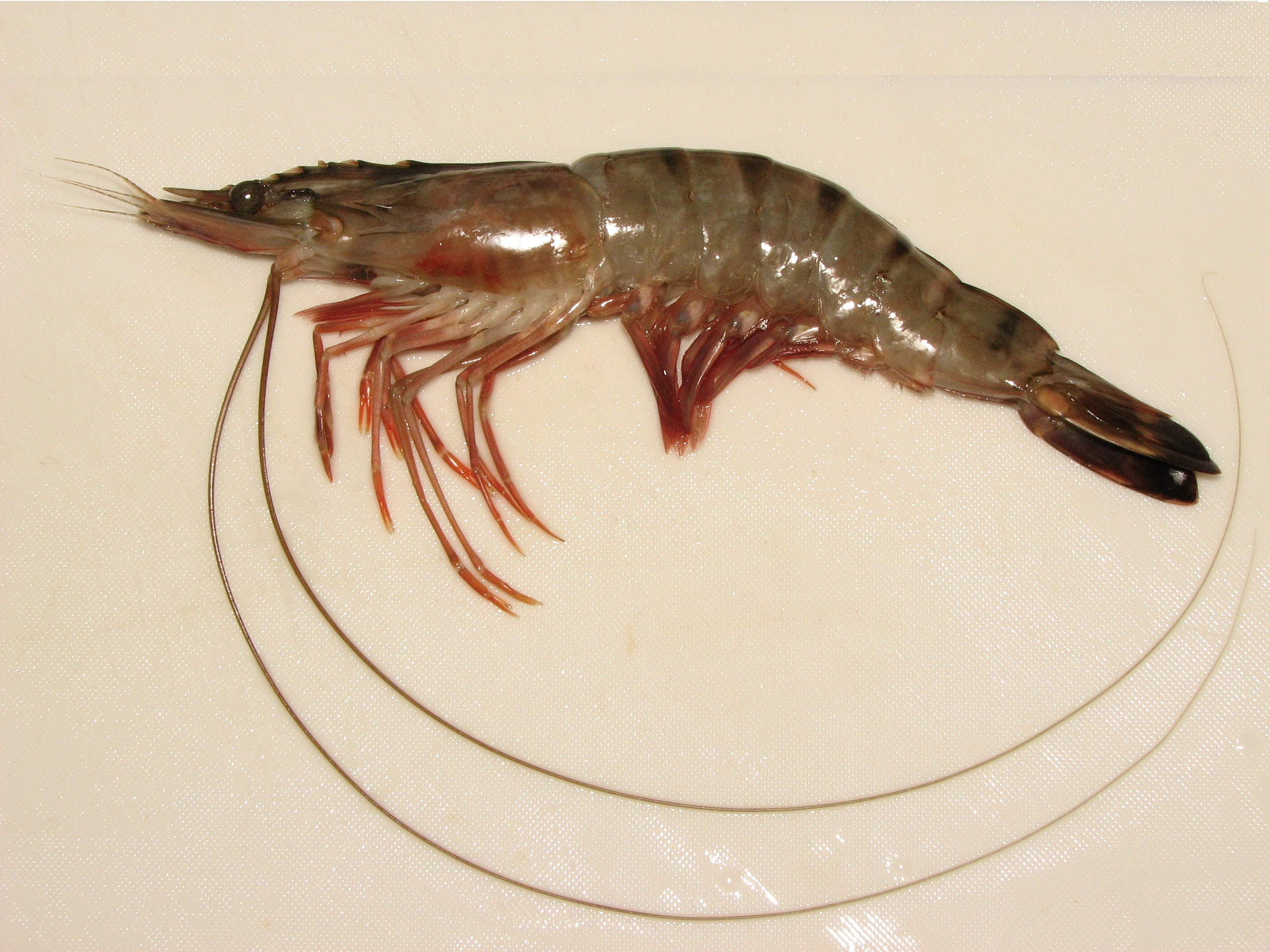
Penaeus monodon

왕새우(prawns) 또는 대하는 십각목 보리새우과에 속하는 갑각류이다. 새우와 일반적으로 생김새는 비슷하지만 아가미 쪽의 부분이 다르다.
상업적인 목적을 위해 왕새우와 새우는 별다른 차이 없이 같이 쓰인다. 유럽 국가에서는 왕새우를 뜻하는 프론(Prawn)이라는 단어를 메뉴판에 훨씬 더 많이 올린다. 쉬림프(Shrimp)라는 단어는 북미에서 많이 사용되며, 프론은 담수 새우를 지칭하는 경우가 많다. 대개 무게가 1파운드에 15개 이하로 큰 새우인 경우에 왕새우이라는 용어를 쓰며 오스트레일리아, 남아공 등지에서도 이런 기준을 따르고 있다.
스페인에서는 마늘새우라는 별칭으로 부르는데 관광객들이 많이 먹는 대표적인 요리 재료이며 빠에야나 타파스라는 요리에 쓰이는 식재료다. 남아시아에서는 왕새우 카레가 단골 인기 메뉴다.
대한민국에서는 왕새우소금구이나 데쳐서 삶아 먹는 경우가 많다. 산 새우나 기절시킨 새우를 미리 호일과 소금을 깔은 곳에 넣어 먹는데 놀란 새우가 손가락을 물기도 한다. 왕새우는 8-10월 내지 늦가을까지 나는 별미로 꼽힌다.